# Pierre Darmon
Pierre Darmon (Tunis, Tunísia, 14 de gener de 1934) fou un tennista francès.

## Torneigs de Grand Slam

### Individual: 1 (0−1)
| Resultat  | Núm. | Any  | Torneig       | Oponent en la final | Marcador           |
| --------- | ---- | ---- | ------------- | ------------------- | ------------------ |
| Finalista | 1.   | 1963 | Roland Garros | Roy Emerson         | 6−3, 1−6, 4−6, 4−6 |

### Dobles: 1 (0−1)
| Resultat  | Núm. | Any  | Torneig   | Parella             | Oponents                     | Marcador           |
| --------- | ---- | ---- | --------- | ------------------- | ---------------------------- | ------------------ |
| Finalista | 1.   | 1963 | Wimbledon | Jean-Claude Barclay | Antonio Palafox Rafael Osuna | 6−4, 2−6, 2−6, 2−6 |

## Carrera esportiva
Fou campió francès en categoria júnior l'any 1950 i va dominar el tennis francès durant la segona meitat de la dècada del 1950 i tota la del 1960 sent campió del campionat nacional en nou ocasions. El seu millor resultat en un Grand Slam fou ser finalista en el Roland Garros de 1963, on va superar Manuel Santana en semifinals però no va poder fer el mateix davant Roy Emerson en la final. El mateix any també va ser finalista a Wimbledon en dobles masculins fent parella amb Jean Claude Barclay.
Durant la seva carrera va formar part de l'equip francès de Copa Davis amb 44 victòries en 68 partits, de manera que manté el rècord de més victòries individuals i totals de França. Amb 34 eliminatòries és el segon tennista francès amb més participacions, a només una de François Jauffret. L'any 2002 fou guardonat amb el guardó Davis Cup Award of Excellence. Anteriorment havia estat guardonat amb l'Orde Nacional del Mèrit (1966), que va rebre de la mà de l'extraordinari tennista francès René Lacoste.
Va participar en els Jocs Olímpics de Ciutat de Mèxic (1968), on el tennis fou esport de demostració i exhibició. Va disputar totes les proves celebrades enduent-se una medalla de bronze en la prova de dobles masculins de demostració i la d'argent en dobles masculins d'exhibició, ambdues amb Joaquín Loyo-Mayo. També va guanyar la medalla de bronze en dobles mixtos exhibició junt a la seva muller Rosa Maria Darmon, precisament d'origen mexicà.